# Tour de Bregille
La tour (bastionnée) de Bregille est une tour bastionnée de l'enceinte urbaine qui entourait le centre-ville de Besançon à partir de la fin du XVIIe siècle. Elle est située avenue Gaulard près de la caserne Ruty et du pont de Bregille qui date de la même époque. Elle est parfois désignée sous les appellations colombier militaire ou bastion Bregille.

## Historique
La tour de Bregille est l'une des trois grosses tours bastionnées de l'enceinte urbaine avec celle de Rivotte et celle de St Pierre, aujourd'hui dérasée[Quoi ?]. Construite entre 1687 et 1689, elle devait assurer le flanquement de la tour de Rivotte et avait également pour rôle la défense du moulin Saint-Paul. Elle possède, comme la tour de Rivotte, une voûte annulaire sur un pilier central creux formant un puits. Ce puits servait au passage vers la plateforme supérieure des militaires et de l'armement. La toiture n'a été réalisée qu'au XIXe siècle avec une ouverture centrale permettant la récupération des eaux pluviales.

Plan de la tour en 1714

L'édifice fut, durant le XIXe siècle jusqu'en 1920, affecté à l’élevage et au séjour des pigeons et fut alors surnommé « colombier » militaire. Elle fait l’objet d’un classement au titre des monuments historiques depuis le 26 octobre 1942.

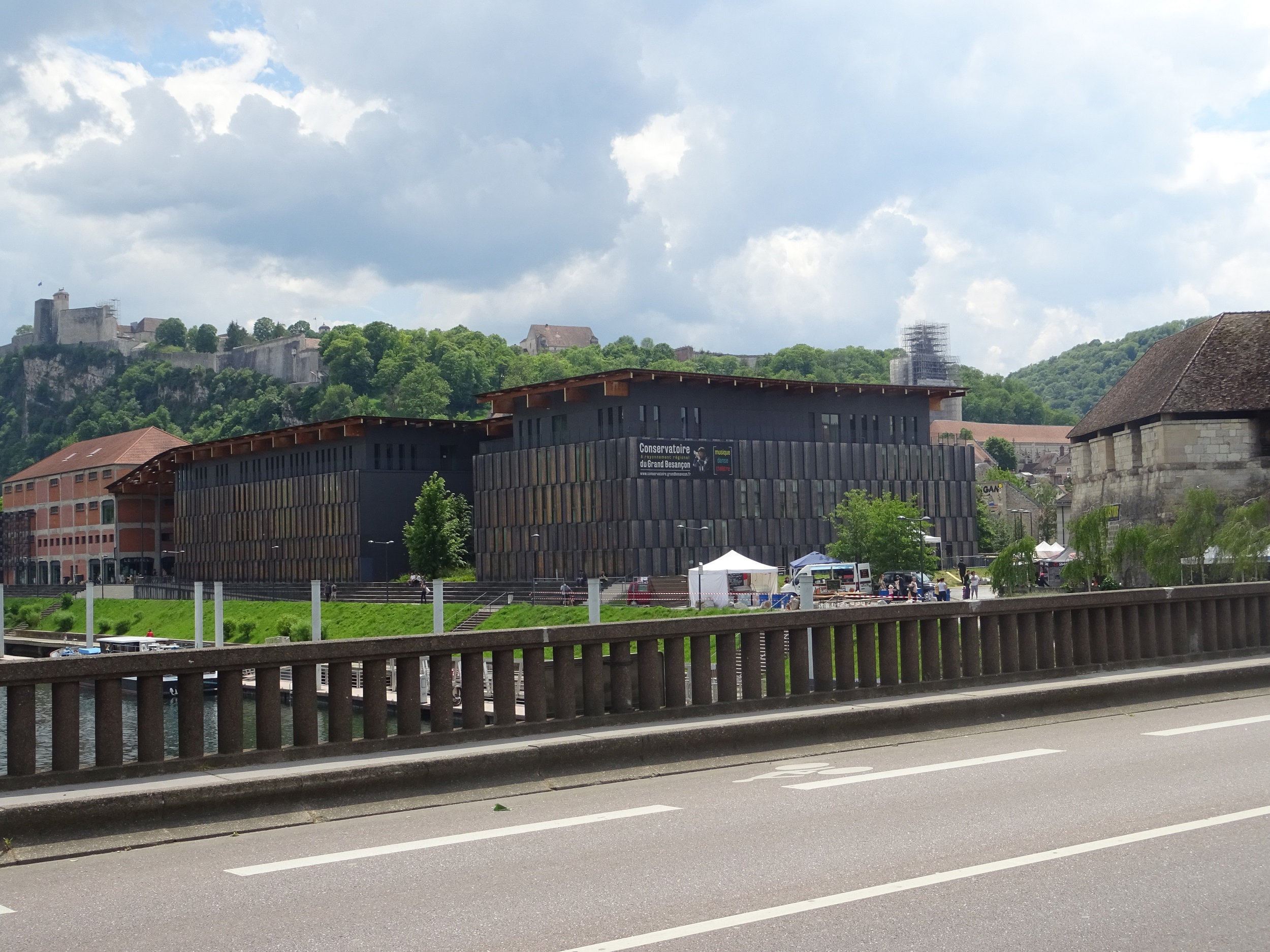
Festival d'ouverture du bastion, depuis le pont de Bregille, le 25 mai 2019

Quelques musiciens investirent les lieux à la fin des années 1970, puis fondèrent l'association le Bastion en 1984. Aujourd'hui, la tour est un lieu de répétition, d'accompagnement, de formation et de diffusion pour 250 groupes de musiques actuelles (600 adhérents). Des travaux entrepris en 2018 vont  notamment permettre l'aménagement total du rez-de-chaussée pour le développement des activités proposées par l'association. Ces derniers, après achèvement, ont été inaugurés le 24 et 25 mai 2019, lors du festival d'ouverture du Bastion.

## Galerie de photographies

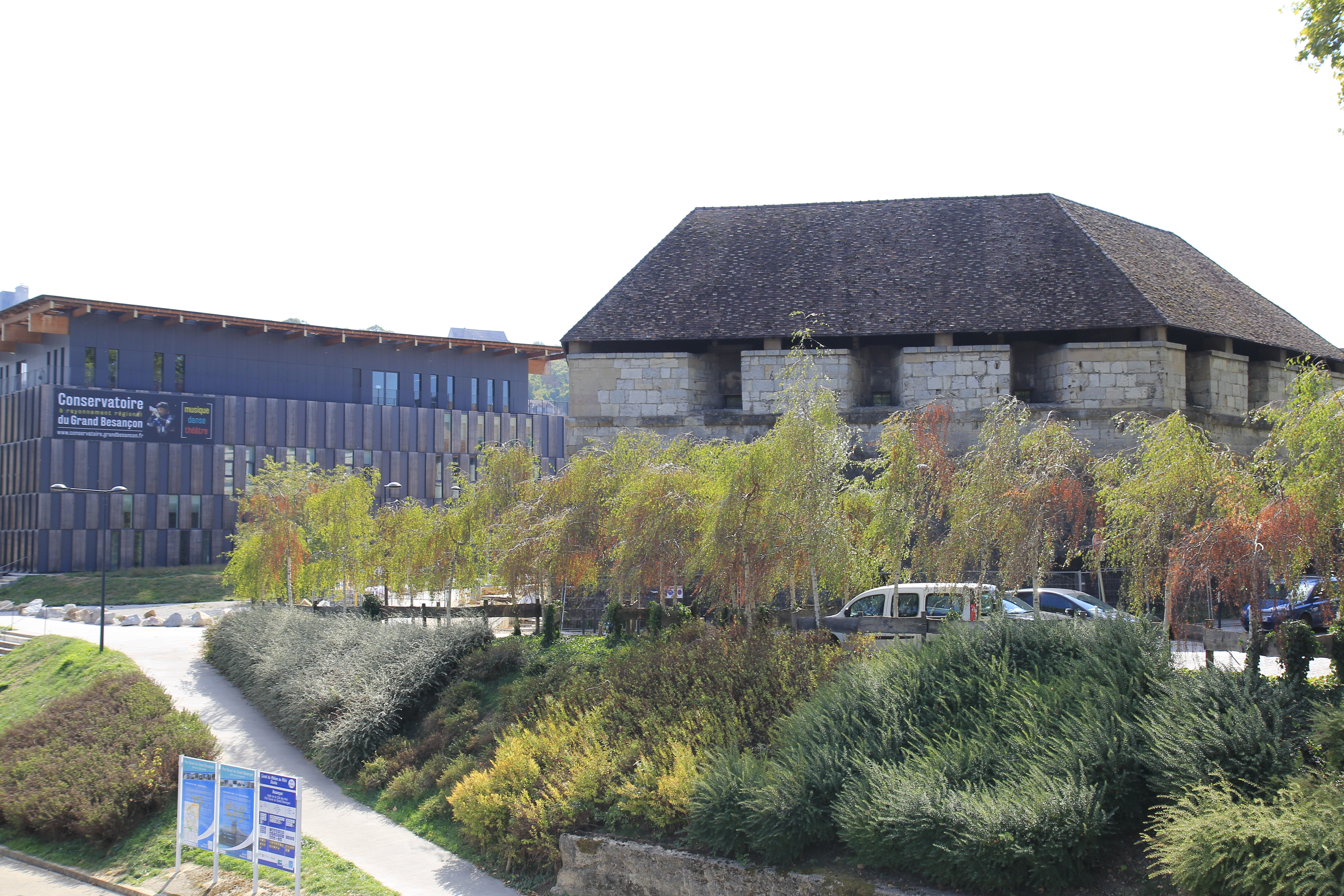
Le Bastion et son voisin le Conservatoire à Rayonnement Régional
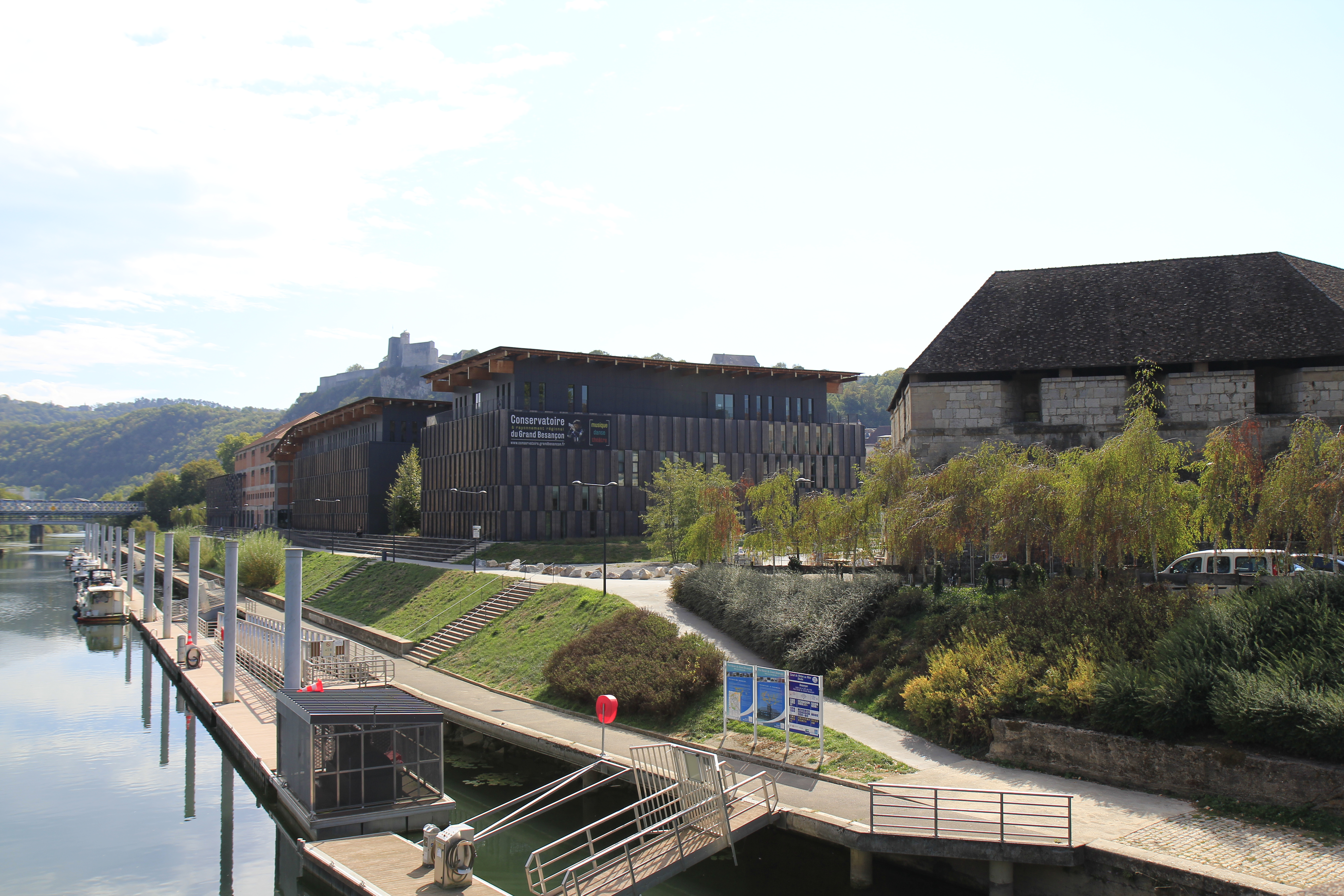
Le Bastion, la Cité des Arts (CRR et FRAC), la citadelle et les rives du Doubs.
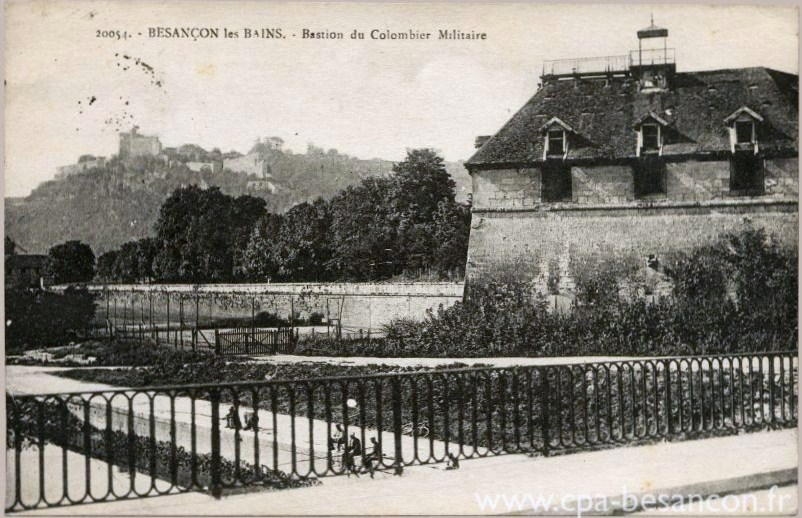
La tour au début du XXe siècle